# Ernst Reuter
Ernst Rudolf Johannes Reuter (29. července 1889 – 29. září 1953) byl starosta Západního Berlína v letech 1948-1953, během období studené války.

## Mládí
Reuter se narodil v Apenrade (Aabenraa), v provincii Šlesvicko-Holštýnsko. Dětství strávil v Leeru, kde je po něm pojmenováno náměstí. Reuter navštěvoval univerzitu v Münsteru a v Marburgu, kde v roce 1912 dokončil studia a složil zkoušky na učitele. Hlavně byl ale členem společenství nazývaného "SBV Frankonia Marburg". V tomtéž roce se stal členem Německé sociálně demokratické strany (SPD).

## Výmarská republika
Po svém návratu do Německa Reuter vstoupil do Komunistické strany Německa (KPD) a byl jmenován prvním sekretářem berlínské sekce. Ujmul se pozice na levém křídle strany v březnu 1921 podporoval otevřené povstání ve středním Německu. Tím se postavil do opozice proti lídrovi strany Paulu Levim. Ačkoliv byl Reuter považován za Leninova favorita, byl v roce 1922 ze strany vyloučen. Na krátký čas se přesunul do Nezávislé sociálně demokratické strany Německa (USPD) a pak se nadobro vrátil k sociálním demokratům.
V roce 1926 začal Reuter svoji službu v berlínské vládě, kde byl zodpovědný za dopravu. Úspěchem bylo založení Berlínského dopravního podniku (Berliner Verkehrsbetriebe - BVG), zavedení jednotného lístku pro městskou dopravu a rozšíření berlínského podzemního systému.
V letech 1931 - 1933 byl Reuter starostou Magdeburgu, kde bojoval proti nedostatku bytů a práce jako důsledku ekonomické krize. Byl také zvolen členem Reichstagu. V roce 1933, kdy byli u moci nacisté, byl donucen abdikovat a byl převezen do koncentračního tábora (KZ) v Lichtenburgu u Torgau. Po propuštění odešel v roce 1935 do exilu do Turecka, kde zůstal do konce nacistické éry. V Ankaře vyučoval na univerzitě, založil univerzitní disciplínu urbanistické plánování a sloužil jako vládní konzultant. Během prvních měsíců druhé světové války shromáždilo Turecko všechny ty, kteří stále vlastnili německý pas a přepravilo je do internačních táborů „jako spojence nepřátel“. Bylo to již třetí Reuterovo uvěznění, po ruském a nacistickém.

## Poválečný Berlín

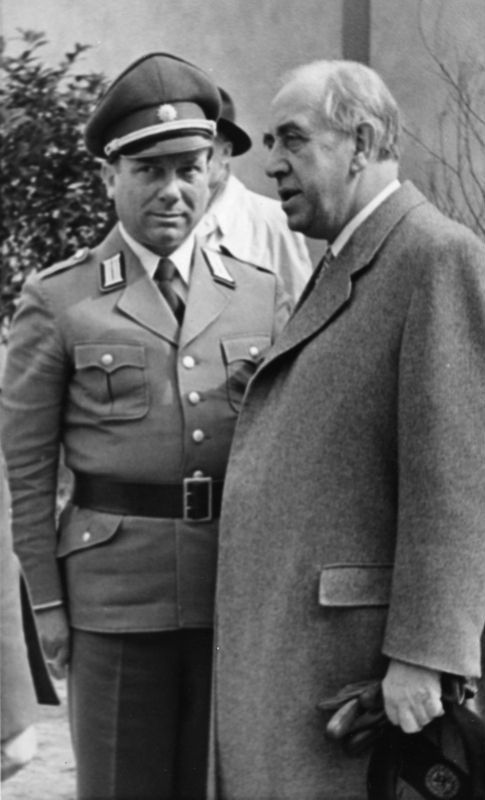
Reuter (vpravo), a Erich Duensing, policejní prezident Západního Berlína, v roce 1953.

Po skončení druhé světové války se Reuter vrátil do Berlína a v roce 1946 byl zvolen do magistrátu (vlády), kde dohlížel na dopravní oddělení. V roce 1947 byl zvolen starostou Berlína, ale v prohlubující se krizi studené války si sovětská vláda vynucovala se vším svůj nezbytný souhlas.
Reuterovo jméno je spojeno s obdobím studené války v Berlíně. Během sovětské berlínské blokády (1948–1949) byla západní část města zásobována leteckými dodávkami ("vzdušný most"), které zřídil americký vojenský guvernér Lucius D. Clay. Jako odpověď na hrozbu se museli obyvatelé západní části spojit. Ernst Reuter se stal jejich mluvčím a lídrem, symbolickou postavou "Svobodného Berlína". Památná je Reuterova řeč před vyhořelým Reichstagem 9. září 1948, kdy mluvil k 300 000 lidem a apeloval na svět, aby nenechal Berlín osudu. Ve volbách konaných v západní části Berlína o dva měsíce později pomohla jeho popularita získat SPD vítězství 64,5 %, což je nejlepší výsledek, jakého kdy kterákoliv strana ve svobodných volbách v Německu dosáhla. Jako starosta vytvořil vládu velké koalice s dalšími dvěma největšími stranami a demonstroval tak berlínskou jednotu.
Když vstoupila v platnost nová ústava státu Berlín platná pro Západní Berlín, byl Reuter 18. ledna 1951 zvolen opět starostou Berlína. V této funkci zůstal až do své smrti.
Pod jeho záštitou byla založena Svobodná univerzita Berlín, protože Humboldtova univerzita se nacházela v sovětském pásmu a pod komunistickým vedením. V roce 1953 vytvořil Reuter Nadaci starosty Reutera, která pomáhala utečencům do Západního Berlína.
Několik týdnů po povstání ze 17. června 1953 Reuter náhle a neočekávaně zemřel v Západním Berlíně následkem srdečního infarktu ve věku 64 let. Jeho pohřbu se zúčastnilo více než milion lidí. Jeho hrob se nachází na hřbitově Waldfriedhof ve čtvrti Berlín-Dahlem.

## Rodina
Reuter se oženil v roce 1920 a měl se svoji ženou Hannou dvě děti. Syn Edzard se stal předsedou představenstva společnosti Daimler-Benz.

## Pocty
- Ernst-Reuter-Plakette (medaile Ernsta Reutera): nejvyšší cena města Berlína byla vytvořena v roce 1954 berlínským senátem pro osoby, jejichž činnost prospěla městu.
- Ernst-Reuter-Gesellschaft (Společnost Ernsta Reutera): sdružení absolventů a přátel Berlínské svobodné univerzity, které bylo založeno v roce 1954. Společnost jmenuje vítěze výroční "Ernst-Reuter-Preis" pro vynikající disertační práce a poskytuje stipendia Ernsta Reutera pro studium v zahraničí.
- Místa, kde dříve Reuter žil, obdržela pamětní plakety: Hardenbergstrasse 35 (Berlin-Charlottenburg) a Büllowstrasse 33 (Berlin-Zehlendorf).
- Mezi mnoho míst v Berlíně, která Reutera připomínají, patří:
  - náměstí a stanice metra Ernst-Reuter-Platz (Berlin U-Bahn),
  - vládní budova,
  - škola,
  - hostel pro mladé.

Další města v Německou mají ulice nebo školy pojmenované po Ernstu Reuterovi.
Série "Mistr svobody" vydaná Poštou Spojených států v roce 1959 poctila Reutera dvěma známkami.

## Citát
| „                              | Ihr Völker der Welt... Schaut auf diese Stadt und erkennt, dass ihr diese Stadt und dieses Volk nich preisgeben dürft, nicht preisgeben könnt! | Národy světa... podívejte se na toto město a pochopte, že toto město a tento lid nesmíte opustit, nemůžete vydat všanc. | “ |
| — Reuterova řeč z 9. září 1948 | | |   |